# ᵛ
Cette page contient des caractères spéciaux ou non latins. S’ils s’affichent mal (▯, ?, etc.), consultez la page d’aide Unicode.
ᵛ, appelée v en exposant, v supérieur ou lettre modificative v, est un graphème utilisé dans l’écriture du boruca et un symbole utilisé dans l’alphabet phonétique ouralien.

## Représentations informatiques
La lettre lettre modificative v peut être représenté avec les caractères Unicode suivants (Supplément phonétique) :
| formes       | représentations | chaînes de caractères | points de code | descriptions                    |
| ------------ | --------------- | --------------------- | -------------- | ------------------------------- |
| modificative | ᵛ               | ᵛ                     | U+1D5B         | lettre modificative minuscule v |